# Бранислав Лончар
Бранислав Лончар (Карађорђево, 19. новембар 1937 — Нови Сад, 10. септембар 2019) био је српски стрелац и спортски радник.

## Биографија
Лончар је рођен 19. новембра 1937. године у Карађорђеву у општини Бачка Паланка, а од 1961. живео је у Новом Саду. Стрељаштвом је почео да се бави када је имао 11 година.
За национални тим Југославије дебитовао је 1954. године, као такмичар је освојио пет медаља на светским првенствима, 11 на шампионатима Европе, три на Медитеранским играма и 27 на првенствима Балкана, што у појединачној што у екипној конкуренцији. Био је првак Југославије чак 15 пута. Међу највећим спортским успесима убраја се титула првака Европе у гађању малокалибарском пушком из лежећег става у Букурешту 1965. године. У истој дисциплини екипу Југославије је предводио до титуле шампиона Старог континента. Лончар се са првенства у Букурешту вратио са шест медаља где је, уз злато, освојио и два сребра и две бронзе у екипној конкуренцији. Два пута је учествовао на Олимпијским играма и то 1960. и 1968. године.
У изборима новинских листова Спорта, Политике и Спортских новости Лончар је проглашен за најбољег спортисту Југославије 1965. године.
Као селектор, репрезентацију Југославије је са великим успехом водио дуже од једне деценије и то у време када су српски стрелци почели да освајају олимпијске медаље. Био је селектор Југославије на Олимпијским играма у Сеулу 1988, Барселони 1992, Атланти 1996. и Сиднеју 2000. У том периоду југословенски стрелци су освојили три златне, две сребрне и четири бронзане олимпијске медаље, као и велики број медаља на светским и европским шампионатима. Обављао је и низ друштвених функција у спорту. Између осталог био је и генерални секретар Спортског савеза Војводине.
Преминуо је 2019. године у Новом Саду.